# Шумейкер, Билл
Билл Шумейкер (англ. Bill Shoemaker; 19 августа 1931 года — 12 октября 2003 года) — американский жокей, 29 лет удерживавший мировой рекорд по числу профессиональных побед в скачках.

## Ранние годы
Уильям Ли Шумейкер, известный под именами Билл, Вилли и прозвищем «The Shoe», родился в Фабенсе, штат Техас. При рождении он имел крайне малый вес — всего 1,1 кг, и даже существовала опасность, что он не выживет. Чтобы согреть, новорождённого положили в коробку из-под обуви и засунули в печь. Он выжил, но так и остался небольшого роста, достигнув во взрослом возрасте роста в 1 м 50 см при весе 47,6 кг. Это оказалось преимуществом для его будущей профессии, в которой он достиг величайшего успеха. Учёбу в старшей школе Эль-Монте, штат Калифорния, Шумейкер не закончил.

## Спортивная карьера
Профессиональная карьера Шумейкера началась 19 марта 1949 года, когда ему было 17 лет. Через месяц, 20 апреля 1949 года, он выиграл первую из 8 833 профессиональную скачку чистокровных верховых на Шафтере V. Скачка проходила на ипподроме Golden Gate Fields в Олбани, штат Калифорния.
В 1951 году Шумейкер выиграл George Woolf Memorial Jockey Award. В возрасте 19 лет от зарабатывал большие деньги — 2500 долларов в неделю, в результате чего Верховный суд Лос-Анджелеса назначил ему с согласия родителей в качестве защитника интересов адвоката Хорейса Хана. Через 30 лет Шумейкер получил Eclipse Award for Outstanding Jockey.
Билл Шумейкел стал победителем одиннадцати скачек, входящих в Тройную корону США и участвовал в профессиональных соревнованиях четыре десятилетия. Но завоевать Тройную корону — победить во всех трёх главных скачках сезона — ему так и не удалось. Ниже представлена хронология главных побед:
- Кентукское дерби:
  - Свопс (1955)
  - Томи Ли (1959)
  - Лаки Дибонэйр (1965)
  - Фердинанд (1986)
- Прикнесс:
  - Кэнди Спотс (1963)
  - Дамаск (1967)
- Белмонт:
  - Галант Мэн (1957)
  - Суорд Дэнсер (1959)
  - Джайпур (1962)
  - Дамаск (1967)
  - Аватар (1975)

Две наиболее примечательные скачки Шумейкер провёл в рамках Кентукского дерби. Он проиграл соревнования в 1957 году на Галант Мэне, слишком рано поднявшись в стременах, неправильно определив финишную линию. В результате Галант Мэн проиграл 1 секунду Айрон Льежу, ведомому Биллом Хартаком. В 1986 году Шумейкер стал на этих скачках старейшим жокеем, одержавшим победу. Ему было 54 года, он скакал на аутсайдере соревнований (ставки принимались 18:1) Фердинанде. В следующем году Шумейкер снова привёл Фердинанда к победе, обойдя Алишебу в Кубке заводчиков (англ. Breeders' Cup); позже Фердинанд был признан лошадью года.
Шумейкер участвовал в соревнованиях на известном в Калифорнии жеребце Силки Салливан, про которого сказал: «Тебе нужно просто позволить ему скакать… и если вы решили выиграть скачку, лучше держаться крепче, потому что будете двигаться быстрее поезда».
В сентябре 1970 года Билл Шумейкер одержал 6033-ю победу, побив рекорд жокея Джонни Лонгдена. Собственный рекорд Шумейкера в 8833 победы был побит только в 1999 году жокеем панамского происхождения Лаффитом Пинкеем-младшим; в настоящее время рекорд удерживает Расселл Бейз, одержавший победы более чем в 12000 скачек.
Последнюю победу в карьере Билл Шумейкер одержал в Gulfstream Park во Флориде 20 января 1990 года на Бо Джиниус. Две недели спустя Шумейкер провёл последнюю скачку в карьере — на Патчи Граундфоге в Santa Anita Park. Он пришёл к финишу четвёртым при рекордном количестве публики. Всего за карьеру Билл Шумейкер участвовал в 40350 скачках. В 1990 году он получил Mike Venezia Memorial Award как «выдающийся спортсмен и гражданин».
В 1976 году на Marlboro Cup в Belmont Park Шумейкер провёл, вероятно, свою лучшую скачку. Он стартовал восьмым из одиннадцати на Форего, и в стремительном рывке выиграл гонку, минимально опередив на финишной черте Онест Плежа. По накалу страстей эта скачка остаётся непревзойдённой в истории американских соревнований. Шумейкер называл Форего лучшей лошадью в своей карьере.

## После окончания карьеры
Вскоре после окончания карьеры жокея Билл Шумейкер вернулся в конный спорт качестве тренера. На этом поприще он достиг среднего успеха, работая на таких клиентов, как владелец Gulfstream Park Аллен Полсон и композитор Берт Бакарак.
8 апреля 1991 года в Сан-Димас, штат Калифорния, находясь за рулём в нетрезвом состоянии, Билл Шумейкер попал в аварию, перевернувшись в Ford Bronco II. В результате полученных травм бывший жокей оказался парализован вниз от шеи. Шумейкер подал иск против компании Ford и в результате заключённого соглашения получил выплату в размере 1 000 000 долларов. Будучи парализованным, Шумейкер продолжал тренерскую работу, пока окончательно не оставил дела 2 ноября 1997 года. Его подопечные выиграли 90 скачек из 714, заработав 3,7 млн долларов.
Билл Шумейкер был включён в Зал славы Национального музея скачек в 1958 году. В середине 1970-х годов он был запечатлён на одном из портретов, написанных Энди Уорхолом.

## Смерть
Билл Шумейкер умер 12 октября 2003 года во сне в своём доме в Сан-Марино на 72 году жизни.